# Premiile Academiei Române pentru anul 2010
Premiile Academiei Române pentru anul 2010 au fost acordate în decembrie 2012, în Aula Academiei Române.
Sunt indicate obiectul acordării premiului, cel mai adesea o lucrare, autorul acesteia și țara de reședință a autorului. În cazul în care nu este indicată țara, autorul este din România.

## I. Filologie și literatură

### Premiul „Timotei Cipariu“
- Lucrarea: Testamentul lui Solomon. Regele, demonii și zidirea Templului - Ștefan Colcer
- Lucrarea: Descântecele manuscrise românești (secolele XVII-XIX) - Emanuela Timotin
- Lucrarea: Teoria câmpurilor toponimice (cu aplicație la câmpul hidronimului MOLDOVA) - Dragoș Moldovanu

### Premiul „Bogdan Petriceicu Hașdeu“
- Lucrarea: Gramatica de bază a limbii române + Caiet de exerciții - Gabriela Pană Dindelegan, Adina Dragomirescu, Alexandru Nicolae, Isabela Nedelcu, Marina Rădulescu, Rodica Zafiu
- Lucrarea: Pronoms. Déterminants et Ellipse Nominale - Ion Tudor Giurgea
- Lucrarea: Aspecte ale comunicării conflictuale în româna actuală - Carmen Ioana Radu

### Premiul „Ion Creangă“
- Lucrarea: Un om din Est - Ioan Groșan
- Lucrarea: Când ne vom întoarce - Radu Mareș

### Premiul „Titu Maiorescu“
- Lucrarea: Enciclopedia exilului literar românesc, 1945-1989. Scriitori, reviste, instituții - Florin Manolescu
- Lucrarea: Publicistică, vol. I (1893-1905). C. Stere - Victor Dumea

### Premiul „Lucian Blaga“
- Lucrarea: Convorbiri sub scara cu îngeri - Constantin Hrehor
- Lucrarea: Pornind de la Nietzsche - Ștefan Borbely
- Lucrarea: Moromeții – Ultimul capitol - Sorin Preda

### Premiul „Mihai Eminescu“
- Lucrarea: Cartea Alcool - Ion Mureșan

### Premiul „Ion Luca Caragiale“
- Lucrarea: Incursiuni în istoria teatrului universal (de la origini până la Renaștere) Theatrum Mundi - Florin Faifer

## II. Științe istorice și arheologie

### Premiul „Vasile Pârvan“
- Lucrarea: The Roman Army in Moesia Inferior - Florian Matei-Popescu
- Lucrarea: Blasmusiker und Standartenträger im Römischen Heer. Untersuchungen zur Benennung, Funktion und Ikonographie - Cristina-Georgeta Alexandrescu

### Premiul „Dimitrie Onciul“
- Lucrarea: Sub semnul lui Hermes și al lui Palias. Educație și societate la negustorii ortodocși din Brașov și Sibiu la sfârșitul secolului al XVIII-lea și începutul secolului al XIX-lea - Ruxandra Moașa Nazare
- Lucrarea: Relații politico-diplomatice ale României cu Serbia în perioada 1903-1914 - Miodrag Ciurușchin

### Premiul „George Barițiu“
- Lucrarea: National Ideology and the Making of a Nation: Simion Bărnuțiu and the Romanian Revolution of 1848—1849 in Transylvania - Cristian Ivaneș
- Lucrarea: Originile și tipologia revoluțiilor est-europene - Adrian Pop

### Premiul „Mihail Kogălniceanu“
- Lucrarea: Uniunea Sovietică între obsesia securității și insecurității - Laurențiu Constantiniu
- Lucrarea: Istoria serviciilor de informații/ contrainformații românești în perioada 1919-1945 - Alin Spânu

### Premiul „Nicolae Bălcescu“
- Lucrarea: Revoluție și mentalitate în Țara Românească (1821-1848). O istorie culturală a evenimentului politic - Nicolae Mihai
- Lucrarea: România în politica orientală a Franței (1866-1878) - Iulian Oncescu

### Premiul „Alexandru D. Xenopol“
- Lucrarea: Orașele romane de la Dunărea Inferioară (secolele I-III p.Chr.) - Dan Aparaschivei
- Lucrarea: Statute citadine privilegiate în provinciile dunărene ale Imperiului Roman (sec.I-III p. Chr.) - Romeo Cîrjan

### Premiul „Nicolae Iorga“
- Lucrarea: Visions, prophéties et pouvoir à Byzance. Étude sur l’hagiographie méso-byzantine (IX-XI siècles) - Andrei Timotin

### Premiul „Eudoxiu Hurmuzachi“
- Lucrarea: Mănăstiri și schituri din Moldova astăzi dispărute (sec. XIV-XIX) - Marcu-Marian Petcu
- Lucrarea: Les Daces dans la sculpture romaine. Étude d’iconographie antique - Leonard Velcescu (Franța)

## III. Științe matematice

### Premiul „Simion Stoilow“
- Grupul de lucrări: Probleme de „proof mining“ - Laurențiu Leuștean
- Grupul de lucrări: Ecuații neliniare și neomogene cu exponenți variabili - Mihai Mihăilescu

### Premiul „Gheorghe Lazăr“
- Grupul de lucrări: Teoreme de structură pentru module și grupuri abeliene - Simion Breaz
- Lucrarea: Singular Bott-Chern classes and the Grothendieck-Riemann-Roch theorem for closed immersions - J.I. Burgos Gil, Răzvan Lițcanu

### Premiul „Gheorghe Țițeica“
- Grupul de lucrări: Ecuații neliniare cu ɸ-Laplacieni singulari - Cristian Berea
- Grupul de lucrări: Conexiuni între algebră și topologie - Mihai Doru Staic

### Premiul „Spiru Haret“
- Grupul de lucrări: Metode computaționale pentru probleme inverse în mecanică - Liviu Marin
- Grupul de lucrări: Medii termoelastice neclasice - Marin Marin

### Premiul „Dimitrie Pompeiu“
- Grupul de lucrări: Multiplicatori Lagrange pentru probleme de optimizare vectorială - Marius Durea
- Grupul de lucrări: Contribuții la aproximarea funcției gamma - Cristinel Mortici

## IV. Științe fizice

### Premiul „Dragomir Hurmuzescu“
- Grupul de lucrări: Contribuții la sinteza și caracterizarea structurilor grafenice tip pereți nanometrici de carbon - Gheorghe Dinescu, Sorin Ionuț Vizireanu, Bogdana-Maria Mit

### Premiul „Constantin Miculescu“
- Grupul de lucrări: Controlul proprietăților de transport polarizat în spin și simetrie în regim static și dinamic - Coriolan Viorel Tiușan
- Grupul de lucrări: Obținerea și caracterizarea materialelor cristaline și nanostructurate - Octavian Mădălin Bunoiu

### Premiul „Horia Hulubei“
- Grupul de lucrări: Realizarea unui toolkit pentru modelarea și simularea impactului radiologic al diverselor evenimente nucleare - Dan Vamanu

### Premiul „Ștefan Procopiu“
- Grupul de lucrări: Cercetări asupra interacțiunilor dintre nanopori proteici și analiți exogeni folosind metode microscopice - Tudor Luchian
- Grupul de lucrări: Efectele câmpurilor externe asupra proprietăților electrice și optice ale nanostructurilor semiconductoare - Ecaterina Cornelia Niculescu

### Premiul „Radu Grigorovici“
- Grupul de lucrări: Studiul oxizilor metalici semiconductori de tip n și p si al aplicațiilor ca senzori de gaze - Nicolae Bârsan
- Grupul de lucrări: Studii privind modelarea transportului și transferului de sarcină în sisteme mezoscopice - Valeriu Moldoveanu

## V. Științe chimice

### Premiul „Costin D. Nenițescu“
- Grupul de lucrări: Arhitecturi macromoleculare conținând blocuri azobenzenice și oxazolinice - Victor-Valentin Jerca, Adriana Florica Nicolescu

### Premiul „I. G Murgulescu“
- Grupul de lucrări: Compuși azotați cu proprietăți fizico-chimice controlate - Mădălina Tudose

### Premiul „Gheorghe Spacu“
- Grupul de lucrări: Noi catalizatori ecologici cu activitate catalitică ridicată - Simona Margareta Coman

### Premiul „Nicolae Teclu“
- Grupul de lucrări: Materiale pe bază de polimeri heterociclici pentru aplicații avansate în electronică, optoelectronică sau protecția mediului - Mariana-Dana Dămăcean
- Grupul de lucrări: Compozite ionice reticulate obținute din resurse regenerabile pentru recuperarea metalelor tranziționale din medii apoase - Maria Valentina Dinu

## VI. Științe biologice

### Premiul „Emil Racoviță“
- Lucrarea: Cercetări ecologice asupra populațiilor de acarieni (Acari: Mesostigmata – Gamasina) din solurile unor ecosisteme forestiere din masivul Bucegi — România - Minodora Mânu, Viorica Honciuc

### Premiul „Grigore Antipa“
- Set de lucrări (6) privind: conservarea biodiversității în contextul intensificării agriculturii 2010 - Kinga Ollerer, Tibor Harței, Cosmin Ioan Moga, Dan Cogălniceanu

### Premiul „Nicolae Simionescu“
- Set de lucrări (7) privind: explicarea efectelor stresului oxidativ asupra vaselor sanguine, la nivel celular și molecular - Adrian Manea

### Premiul „Emanoil Teodorescu“
- Premiul nu a fost acordat.

## VII. Științe geonomice

### Premiul „Grigore Cobălcescu“
- Lucrarea: Delta du Danube - bras de St. George. Mobilité morphologique et dynamique hydrosédimentaire depuis 150 ans - Laura Tiron

### Premiul „Simion Mehedinți“
- Lucrarea: Piemontul Cotmeana: dinamica utilizării terenurilor și calitatea mediului - Elena-Ana Popovici
- Lucrarea: Modificarea mediului în aria metropolitană a Municipiului București - Ines Grigorescu

### Premiul „Ștefan Hepites“
- Lucrarea: Variabilitatea și schimbarea climei în România - Aristița Busuioc, Mihaela Călin, Sorin Cheval, Roxana Bojariu, Constanța Boroneanț, Mădălina Baciu, Alexandru Dumitrescu

### Premiul „Gheorghe Muntean-Murgoci“
- Premiul nu a fost acordat.

### Premiul „Ludovic Mrazec“
- Premiul nu a fost acordat.

## VIII. Științe tehnice

### Premiul „Henri Coandă“
- Lucrarea: Aerodinamica mașinilor cu palete - Corneliu Berbente, Marius Brebenel

### Premiul „Constantin Budeanu“
- Lucrarea: Tehnici adaptive în sisteme de comunicații wireless - Ligia-Chira Cremene

### Premiul „Aurel Vlaicu“
- Grupul de lucrări: Modelare și simulare în dinamica roboților paraleli - Ștefan Staicu

### Premiul „Traian Vuia“
- Premiul nu a fost acordat.

### Premiul „Anghel Saligny“
- Premiul nu a fost acordat.

## IX. Științe agricole și silvice

### Premiul „Ion Ionescu de la Brad“
- Lucrarea: Tratat de reconstrucție ecologică a habitatelor de pajiști și terenuri degradate montane - Teodor Marușca, Neculai Dragomir
- Lucrarea: Conservarea bio – și geodiversității ca suport al dezvoltării durabile și creșterii economice și sociale în zona Hațeg-Retezat - Marin Șeclăman, Iudith Ipate, Monica Mitoi, Violeta Florian, Filon Toderoiu, Cornel Onescu

### Premiul „Traian Săvulescu“
- Lucrarea: Calitatea furajelor din agroecosistemul pajiște - Monica Hărmănescu, Alexandru Moisuc
- Lucrarea: Criptosporidioza - Gheorghe Dărăbuș, Kálmán Imre

### Premiul „Gheorghe Ionescu-Șișești“
- Lucrarea: Schimbări climatice în România și efectele asupra agriculturii - Ion Sandu, Elena Mateescu, Victor Viorel Vătămanu

### Premiul „Marin Drăcea“
- Lucrarea: Rețeaua națională de serii dendro – cronologice – RODENDRONET – 1. Conifere - Ionel Popa, Cristian Gheorghe Sidor

## X. Științe medicale

### Premiul „Iuliu Hațieganu“
- Lucrarea: Gynecologic Oncology - Gheorghe G. Peltecu, Claes Torpe
- Lucrarea: Chirurgia abceselor pulmonare - Alexandru-Mihail Botianu, Petre Vlah-Horea Botianu, Alexandra-Dorina Butiurca, Adrian-Cristian Dobrica

### Premiul „Daniel Danielopolu“
- Lucrarea: Malformațiile vasculare cerebrale și spinale - Leon Dănailă, Daniel Adrian Petrescu, Mugurel Petrinel Rădoi

### Premiul „Victor Babeș“
- Lucrarea: Cardiomiopatii Congenitale - Ion Socoteanu

### Premiul „Constantin I. Parhon“
- Lucrarea: Biomarkeri tumorali în diagnosticarea malignității - Nicolai Z. Bruja

### Premiul „Ștefan S. Nicolau“
- Premiul nu a fost acordat.

### Premiul „Gheorghe Marinescu“
- Premiul nu a fost acordat.

## XI. Științe economice, juridice și sociologie

### Premiul „Petre S. Aurelian“
- Lucrarea: Logica raționamentului economic - Valentin Cojanu

### Premiul „Virgil Madgearu“
- Lucrarea: Investițiile în economia contemporană - Ionela Gavrilă-Paven
- Lucrarea: Satisfacția consumatorilor de servicii bancare - Andreea Muntean

### Premiul „Victor Slăvescu“
- Lucrarea: Despre criză fără mânie și cu discernământ - Napoleon Pop, Amalia Fugaru, Valeriu Ioan-Franc
- Lucrarea: Romanian transition economy, Mid 1990th compared studies - Nicușor Ruiu

### Premiul „Dimitrie Gusti“
- Lucrarea: Evaluarea programelor de asistență socială - Ștefan Cojocaru
- Lucrarea: Economia socială în România. Două profiluri regionale - Sorin Cace, Daniel Arpinte, Nicoleta Andreia Scoican

### Premiul „Simion Bărnuțiu“
- Lucrarea: Tratat de dreptul muncii - Alexandra Țiclea

### Premiul „Nicolae Titulescu“
- Lucrarea: Expertiza criminalistică a scrisului - Lucian Ionescu

### Premiul „Andrei Rădulescu“
- Lucrarea: Pericol social, vinovăție personală și imputare penală - Tudor Avrigeanu

## XII. Filosofie, teologie, psihologie și pedagogie

### Premiul „C. Rădulescu-Motru“
- Lucrarea: Rațional and Irrational Beliefs. Research, Theory and Clinical Practice - Daniel David, Steven Jay Lynn, Albert Ellis
- Lucrarea: Fundamentele pedagogiei - Sorin Cristea

### Premiul „Vasile Conta“
- Lucrarea: Cetatea lui Platon - Sorin Bocancea

### Premiul „Mircea Florian“
- Lucrarea: Introducere în psihologia educației și dezvoltării - Ioan Neacșu

### Premiul „Ion Petrovici“
- Lucrarea: Spinoza - Rațiune și libertate. Libertatem Philosophandi - Gabriela Tănăsescu

## XIII. Arte, arhitectură și audiovizual

### Premiul „George Enescu“
- Lucrarea: A doua carte de madrigale, 18 poeme pe versuri de Lucian Blaga - Cristian Alexandru Petrescu

### Premiul „Ciprian Porumbescu“
- Lucrarea: Muzica? Nimic mai simplu! - Grigore Constantinescu

### Premiul „George Oprescu“
- Lucrarea: Începuturile artei medievale în bazinul inferior al Mureșului - Suzana More Heitel

### Premiul „Ion Andreescu“
- Lucrarea: Expoziția „Grădina cu îngeri“, pictură, desen, sculptură - Silvia Radu

### Premiul „Simion Florea Marian“
- Lucrarea: Habitatul. Răspunsuri la Chestionarele Atlasului etnografic român, vol. I, Oltenia (ediția a II-a), vol. II, Banat, Crișana, Maramureș - Alina Ioana Ciobănel, Monica Budiș, Paul P. Drogeanu, Raluca Minoiu

### Premiul „Duiliu Marcu“
- Lucrarea: Declinări în piatră - peisaj cultural Dobrușa - Drăgășani: cramă, centru de conferințe și expoziții Avincis - Alexandru Beldiman

### Premiul „Aristizza Romanescu“
- Lucrarea: Filmele documentare: „Ostinato - Istoria unei cărți incendiare”, „Hamlet sau revolta intelectuală” și „Basca, paltonul și țoașca de piele” - Lucia Hossu-Longin

## XIV. Știința și tehnologia informației

### Premiul „Tudor Tănăsescu“
- Grupul de lucrări: Optimizarea comunicației în sisteme distribuite - Mugurel Ionuț Andreica

### Premiul „Grigore Moisil“
- Lucrarea: Complexity and Information - Radu Dobrescu, Dan Alexandru Iordache
- Lucrarea: Parikh Matrices, Amiability and Istrail Morphism - Adrian Constantin Atanasiu

### Premiul „Gheorghe Cartianu“
- Lucrarea: UNDINE. Teorie și aplicații - Dan Șefanoiu, Octavian Stănășilă, Dumitru Popescu
- Lucrarea: Compatibilitatea Electromagnetică, în Medii de Comunicații Radio - Paul Bechet, Radu A. Munteanu, Iulian Bouleanu, Mihai Munteanu, Radu Mitran